# Palazzo di Yıldız
Il palazzo di Yıldız (in turco Yıldız Sarayı, letteralmente palazzo, saray, delle stelle, yıldız) è un vasto complesso palaziale ottomano situato nella mahalle di Yıldız, nel distretto di Beşiktaş a Istanbul, in Turchia, costruito nel XIX secolo e all'inizio del XX secolo. È stato la residenza del sultano e della sua corte nel tardo XIX secolo.

## Le origini
Il vasto terreno boscoso di Yıldız faceva parte del patrimonio privato del sultano come riserva di caccia fin dal regno di Solimano il Magnifico (1494-1566). Il primo edificio costruito su questi terreni fu una residenza estiva voluta da Selim III per sua madre Mihrişah Valide Sultan. Dopo di lui Mahmud II (1789-1839) utilizzò il sito per farvi svolgere le esercitazioni del suo nuovo esercito ottomano (i vittoriosi soldati di Muhammad); nulla resta, tuttavia, del padiglione da lui fatto costruire.
Anche il sultano Abdülmecid I (1823-1861) vi fece costruire una nuova residenza estiva per la madre Bezm-î Âlem Valide Sultan; l'edificio, denominato Palazzo d'estate della beneamata e successivamente ristrutturato, è oggi conosciuto come il Palazzo della regina madre.
Durante il regno di Abdul Aziz (1830-1876) furono poi costruiti il palazzo del gran ciambellano (Büyük Mabeyn Köşkü), il Padiglione di Malta (Malta Köşkü) e il Padiglione Çadır (Çadır Köşkü).
L'assetto definitivo al sito fu dato alla fine del XIX secolo dal sultano Abdul Hamid II, che volle trasferire la residenza imperiale dal Palazzo di Dolmabahçe, situato sul Bosforo, per timore di un attacco dal mare. Fece perciò ampliare il palazzo di Yıldız, ordinando all'architetto italiano Raimondo D'Aronco la costruzione di nuovi edifici per adeguare il palazzo alla nuova funzione. Yıldız Sarayı costituisce così il quarto ed ultimo episodio dell'architettura di corte ottomana, dopo il Palazzo Vecchio (Eski Sarayı), il Palazzo di Topkapı e il Palazzo di Dolmabahçe. Da qui fu governato l'impero ottomano per i suoi ultimi 33 anni.

## Gli edifici
Il palazzo è un complesso di edifici che comprende gli Appartamenti di Stato Büyük Mabeyn, il Padiglione Şale, il Padiglione Malta, il Padiglione Çadır, il Teatro di Yıldız e il Teatro dell'Opera, il Museo del Palazzo di Yıldız e la Fabbrica Imperiale di Porcellana. I Giardini del Palazzo di Yıldız sono anche un luogo pubblico popolare tra i residenti di Istanbul. Un ponte collega il Palazzo di Yıldız con il Palazzo di Çırağan sul Bosforo attraverso questo giardino. 

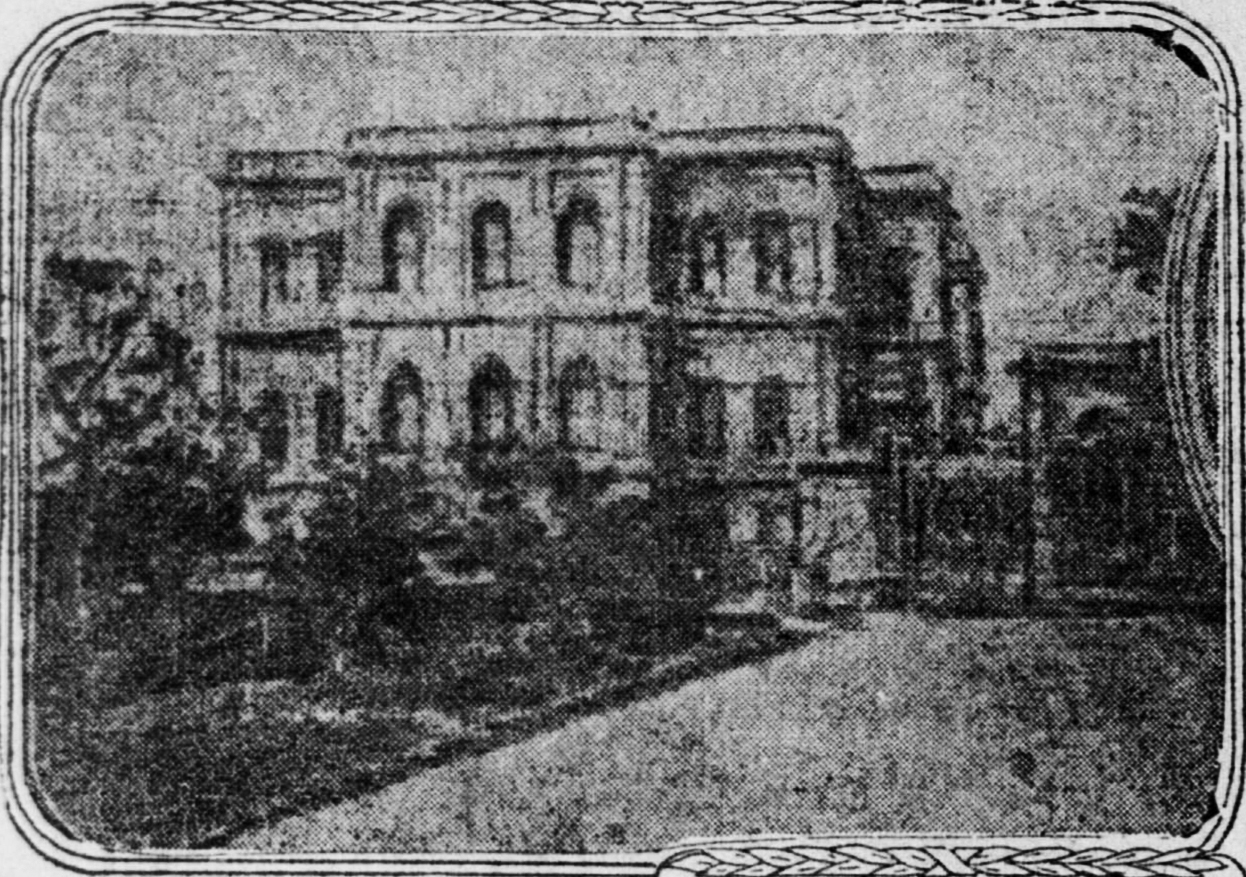
Il palazzo nel 1909

### Appartamenti di Stato
Il palazzo del gran ciambellano (Büyük Mabeyn Köşkü), l'edificio più grande del complesso, costruito nel 1866. Era usato dal sultano Abdul Hamid II, che vi aveva il proprio ufficio, per funzioni e ricevimenti ufficiali. Al piano superiore c'era l'ufficio privato di Ghazi Osman Pascià, mentre le stanze al piano inferiore erano utilizzate dai ciambellani di corte. Furono ospitati qui l'arciduca Rodolfo d'Asburgo nel 1884, e il Kaiser Guglielmo II nel 1889. 

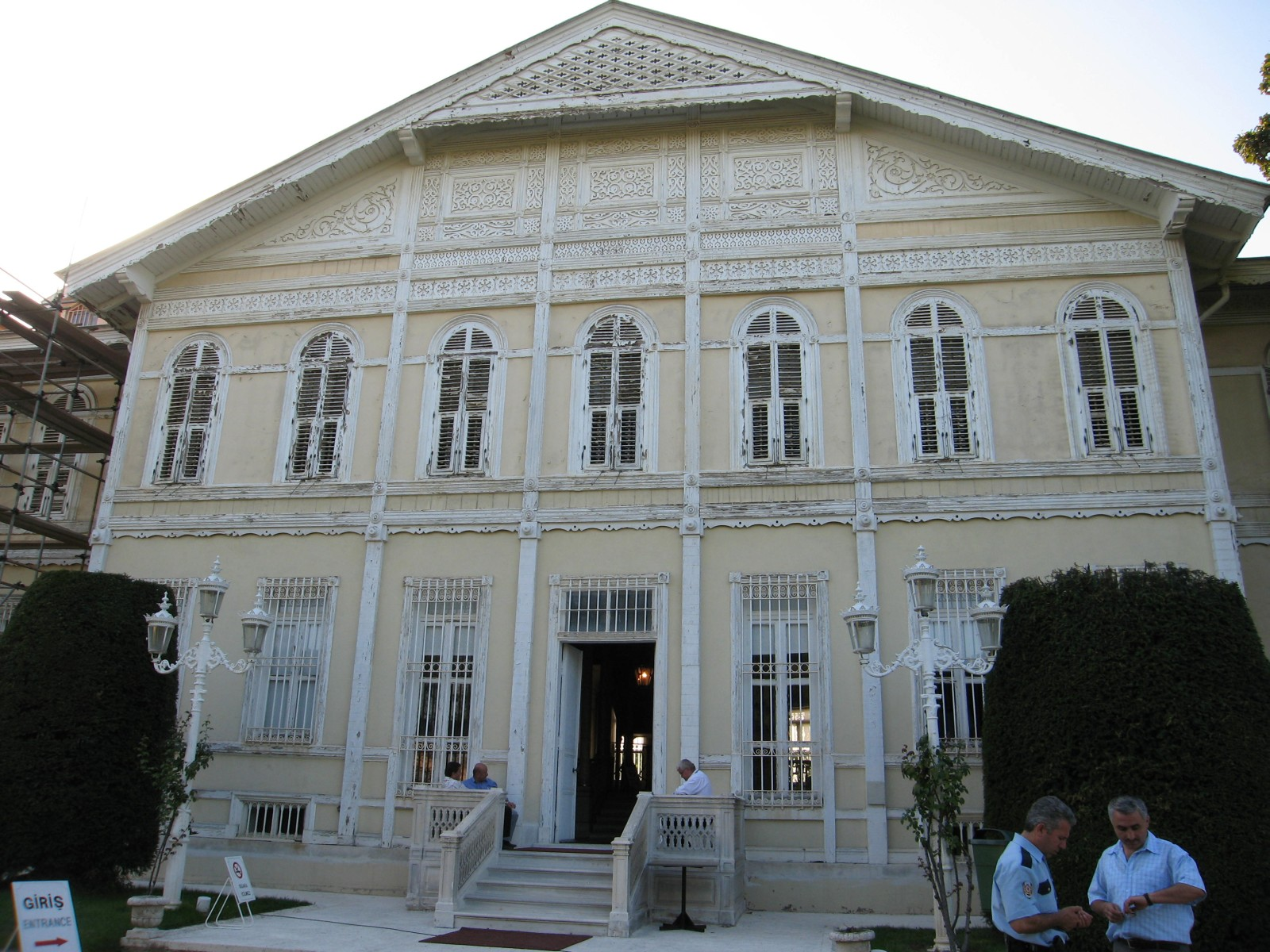
Padiglione Şale

### Padiglione Şale(Şale Köşkü)
La residenza del sultano era nel chiosco o padiglione di Şale. L'edificio ha due piani e un seminterrato ed è costruito con un mix di legno e pietra. Fu costruito in tre fasi. La prima parte fu costruita negli anni 1870 e fu progettata per assomigliare a uno chalet svizzero, da cui il nome Şale. Winston Churchill e Charles de Gaulle furono tra i visitatori di questa parte del palazzo. La seconda sezione fu aggiunta nel 1889 per ospitare il Kaiser Guglielmo II, che fu il primo monarca straniero a visitare Costantinopoli. Fu durante questa fase che fu aggiunto il Salone Sedefli Madreperla. Il nome deriva dall'ampio uso di madreperla che copre quasi tutte le sue superfici. Ci sono anche dettagliati paesaggi dipinti sul soffitto. La terza sezione fu costruita anche per il Kaiser Guglielmo II nel 1898. La camera di ricevimento fu costruita in questo periodo e rimane la stanza più impressionante di tutto il Padiglione Şale. C'è un unico tappeto sul pavimento che ha una superficie superiore a 400 metri quadrati ed è stato tessuto a mano da 60 tessitori. Le caratteristiche eleganti della camera includono un soffitto dorato a cassettoni e grandi specchi. Abdülhamid II era un abile falegname e realizzò alcuni dei mobili che si trovano nel Padiglione Şale. 

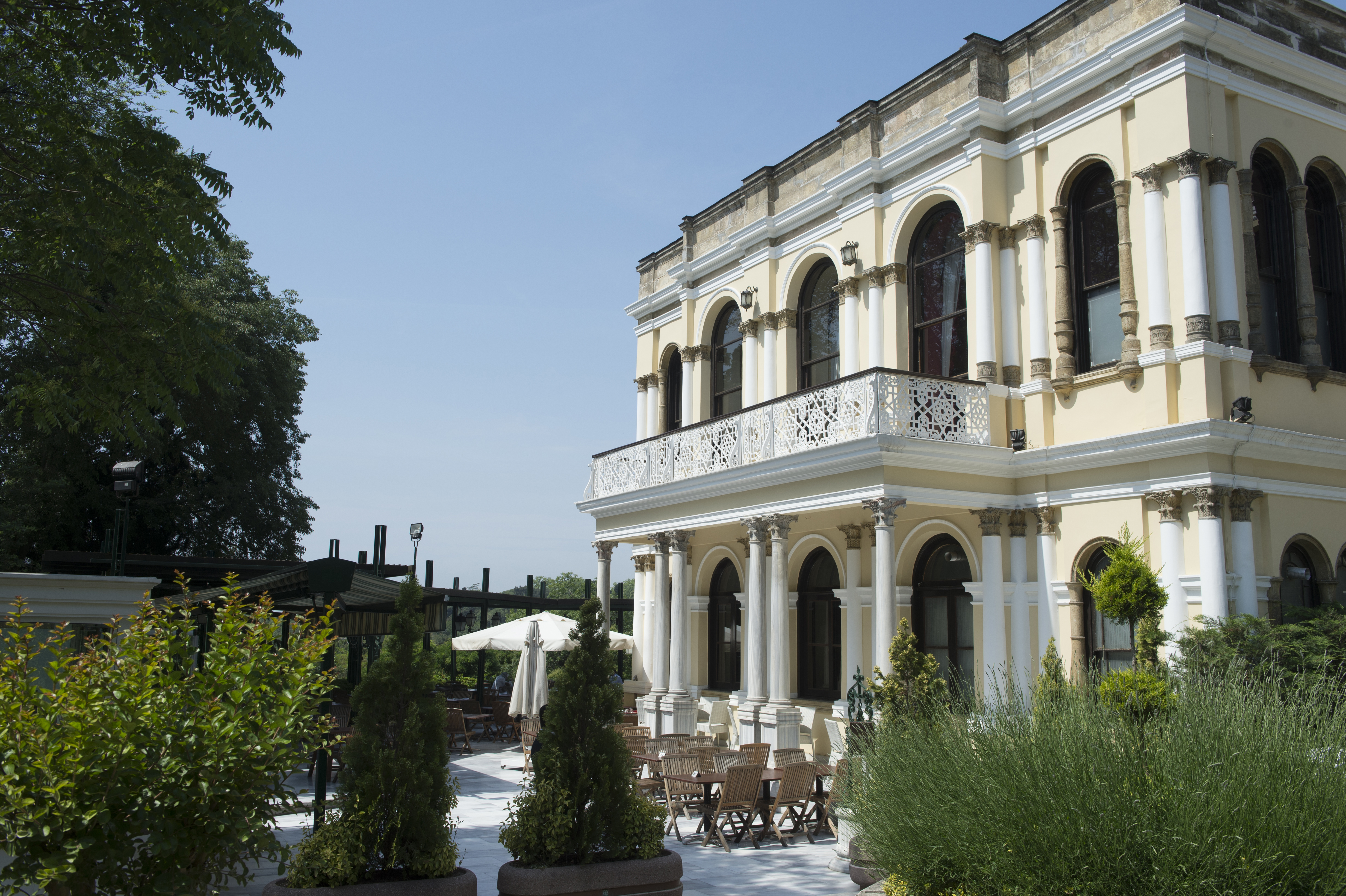
Padiglione di Malta

### Padiglione di Malta(Malta Köşkü)
Il Chiosco di Malta, progettato dall'architetto Sarkis Balyan, è un padiglione situato nel Parco di Yıldız sul lato nord del muro che separa il Palazzo di Yıldız. Ci sono anche due padiglioni di osservazione e riposo nel boschetto che è il giardino posteriore del Palazzo di Çırağan del periodo di Abdül Aziz I. L'origine del nome non è certa: durante l'epoca ottomana certe parti dei palazzi venivano chiamate con i nomi di luoghi conquistati o di battaglie importanti, così questo nome viene dato dopo l'assedio di Malta del 1565; un assedio fallito dell'Impero Ottomano contro i Cavalieri di Malta. Malta non fu mai conquistata dai turchi ottomani. 
Il processo a Midhat Pascià ebbe luogo in una tenda dietro il padiglione. 

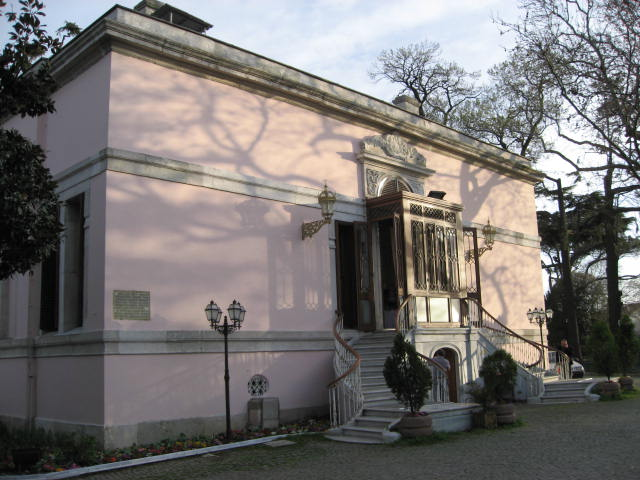
Padiglione Çadır

### Padiglione Çadır(Çadır Köşkü)
Fu costruito dal sultano Abdülaziz (1861-1876), che lo usava come prigione. Oggi ospita un caffè e un ristorante.

### Teatro e Teatro dell'Opera di Yıldız
Costruito dal sultano Abdülhamid II nel 1889, ha delle stelle sul suo soffitto a cupola, un riferimento al nome del Palazzo di Yıldız, che significa Palazzo delle Stelle. Poiché a nessuno era permesso dare le spalle al sultano, la posizione del palco del balcone del sultano faceva sì che i posti della prima fila non fossero mai utilizzati.

### Museo del Palazzo di Yıldız
Questo era il laboratorio di falegnameria del Gran Sultano Abdülhamid II che fu influenzato per la falegnameria da Noè ed è ora usato per esporre arte e oggetti del palazzo. 

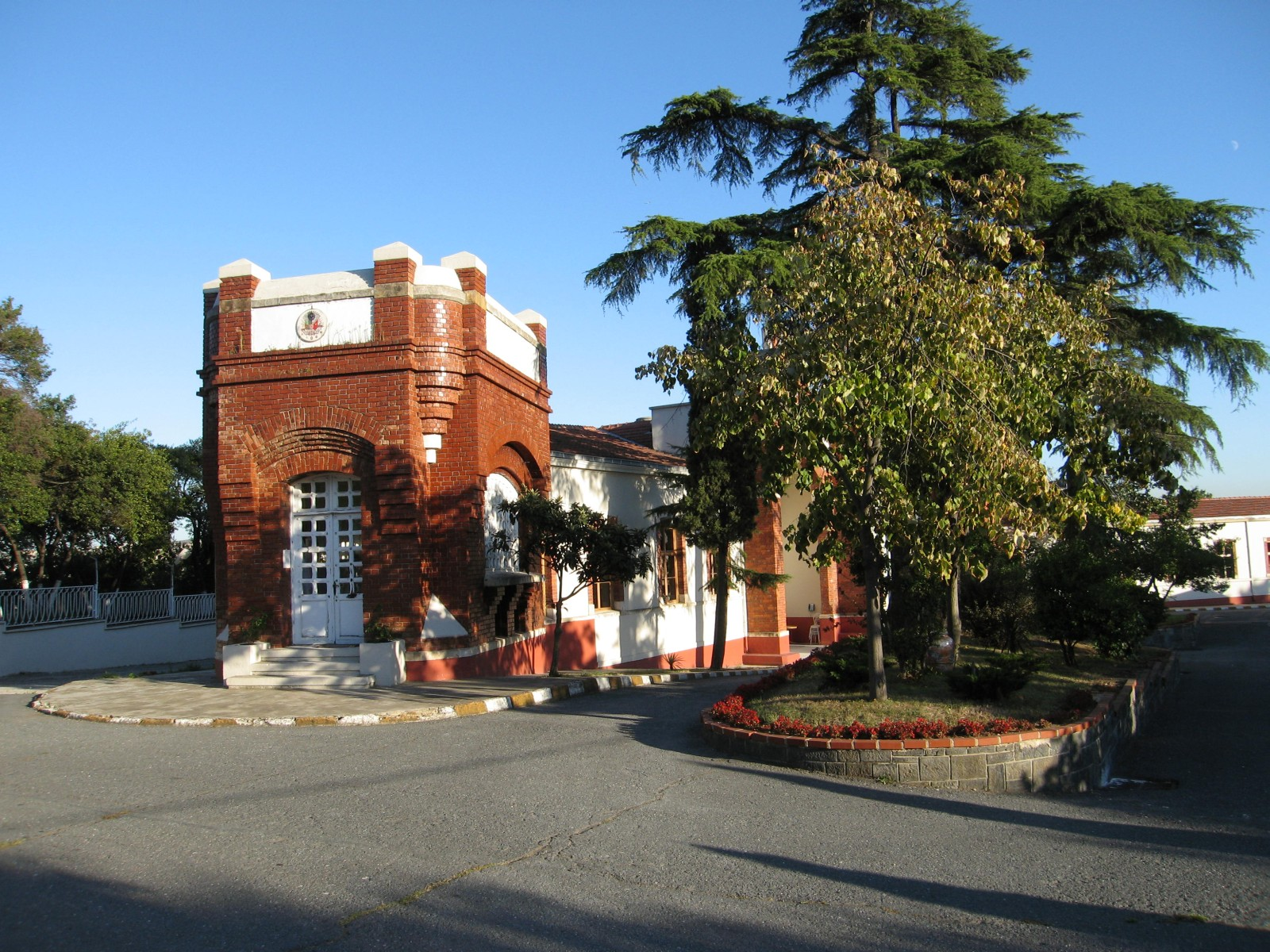
Fabbrica di porcellane

### Fabbrica imperiale di porcellane
Inaugurata nel 1895, la fabbrica fu costruita per soddisfare la domanda delle classi superiori di ceramiche in stile europeo. Le ciotole, i vasi e i piatti che produceva spesso raffiguravano scene idealizzate del Bosforo. L'edificio ha un aspetto interessante in quanto assomiglia a un castello medievale europeo.

## Uso attuale
Dopo la fine dell'Impero Ottomano, il palazzo fu usato come casinò di lusso prima di essere convertito in una foresteria per i capi di stato e i reali in visita. Sino al 2015 è stato un museo e i suoi giardini potevano essere utilizzati per ricevimenti privati, come la Fiera dell'Antiquariato di Istanbul presso la sala Silahhane (ex -armeria), che di solito si svolge a novembre. L'ufficio di Istanbul dell'OIC si trovava anche all'interno del Palazzo Yıldız.
Dal 2015 esso non è più aperto al pubblico e non è più un museo, ma è ora utilizzato dal presidente.